# ريبيكا جاي نيلسون
ريبيكا جاي نيلسون (بالإنجليزية: Rebecca J. Nelson)‏ هي عالمة نبات أمريكية، ولدت في 1961.